# Ryad Boudebouz
Ryad Boudebouz, född 19 februari 1990 i Colmar, Frankrike, är en franskfödd algerisk fotbollsspelare som spelar för saudiska Al-Ahli. Han har även representerat Algeriets fotbollslandslag.

## Karriär

### Celta Vigo
Den 31 januari 2019 lånades Boudebouz ut till Celta Vigo på ett låneavtal över resten av säsongen 2018/2019.

### Saint-Étienne
Den 28 juli 2019 värvades Boudebouz av Saint-Étienne, där han skrev på ett treårskontrakt.

### Al-Ahli
Den 8 september 2022 värvades Boudebouz av Al-Ahli i saudiska andradivisionen.